# Курово (Косцянський повіт)
Курово (пол. Kurowo, нім. Kurhofen) — село в Польщі, у гміні Косцян Косцянського повіту Великопольського воєводства.
Населення — 329 осіб (2011).
У 1975-1998 роках село належало до Лешненського воєводства.

## Демографія
Демографічна структура станом на 31 березня 2011 року:
|          | Загалом | Допрацездатний вік | Працездатний вік | Постпрацездатний вік |
| -------- | ------- | ------------------ | ---------------- | -------------------- |
| Чоловіки | 173     | 38                 | 126              | 9                    |
| Жінки    | 156     | 35                 | 97               | 24                   |
| Разом    | 329     | 73                 | 223              | 33                   |